# Trofeo Santiago Bernabéu
Die Trofeo Santiago Bernabéu (zu Deutsch: Santiago-Bernabéu-Trophäe) ist ein jährlich von Real Madrid organisiertes Fußballturnier. Es wird seit 1979 im August oder September zu Ehren des langjährigen Klubpräsidenten, Spielers und Trainers Santiago Bernabéu ausgetragen, der im Jahr zuvor im Amt verstorben war.
Von 1979 bis 1982 sowie 1984, 1986 und zum hundertjährigen Jubiläum des Vereins, 2002, wurde das Turnier mit vier Mannschaften ausgetragen, jeweils mit Halbfinale und Finale. Ansonsten fand nur ein Spiel zwischen der Gastgebermannschaft und einem eingeladenen Gegner statt.
2007 wurde das Turnier aufgrund des Todes des Fußballspielers Antonio Puerta (FC Sevilla) kurzfristig abgesagt, und auf den 5. Dezember verlegt.

## Finalergebnisse
Im Falle eines Unentschieden wurde der Sieger durch Elfmeterschießen ermittelt.
| Jahr | Sieger            | Finalist                           | Ergebnis |
| ---- | ----------------- | ---------------------------------- | -------- |
| 2018 | Real Madrid       | AC Mailand                         | 3:1      |
| 2017 | Real Madrid       | AC Florenz                         | 2:1      |
| 2016 | Real Madrid       | Stade Reims                        | 5:3      |
| 2015 | Real Madrid       | Galatasaray Istanbul               | 2:1      |
| 2013 | Real Madrid       | al-Sadd Sports Club                | 5:0      |
| 2012 | Real Madrid       | Millonarios FC                     | 8:0      |
| 2011 | Real Madrid       | Galatasaray Istanbul               | 2:1      |
| 2010 | Real Madrid       | Peñarol Montevideo                 | 2:0      |
| 2009 | Real Madrid       | Rosenborg Trondheim                | 4:0      |
| 2008 | Real Madrid       | Sporting Lissabon                  | 5:3      |
| 2007 | Real Madrid       | Partizan Belgrad                   | 2:0      |
| 2006 | Real Madrid       | RSC Anderlecht                     | 2:1      |
| 2005 | Real Madrid       | MLS All-Stars                      | 5:0      |
| 2004 | UNAM Pumas        | Real Madrid                        | 1:0      |
| 2003 | Real Madrid       | River Plate                        | 3:1      |
| 2002 | FC Bayern München | Real Madrid                        | 2:1      |
| 2001 | Inter Mailand     | Real Madrid                        | 2:1      |
| 2000 | Real Madrid       | FC Santos                          | 2:0      |
| 1999 | Real Madrid       | AC Mailand                         | 4:2      |
| 1998 | Real Madrid       | Peñarol Montevideo                 | 4:0      |
| 1997 | Real Madrid       | Associação Portuguesa de Desportos | 1:0      |
| 1996 | Real Madrid       | Benfica Lissabon                   | 4:0      |
| 1995 | Real Madrid       | Ajax Amsterdam                     | 1:0      |
| 1994 | Real Madrid       | SE Palmeiras                       | 3:2      |
| 1993 | Inter Mailand     | Real Madrid                        | 2:2      |
| 1992 | Ajax Amsterdam    | Real Madrid                        | 3:1      |
| 1991 | Real Madrid       | CSD Colo-Colo                      | 6:1      |
| 1990 | AC Mailand        | Real Madrid                        | 3:1      |
| 1989 | Real Madrid       | FC Liverpool                       | 2:0      |
| 1988 | AC Mailand        | Real Madrid                        | 3:0      |
| 1987 | Real Madrid       | FC Everton                         | 6:1      |
| 1986 | Dynamo Kiew       | Real Madrid                        | 3:2      |
| 1985 | Real Madrid       | FC Bayern München                  | 4:2      |
| 1984 | Real Madrid       | 1. FC Köln                         | 4:1      |
| 1983 | Real Madrid       | Hamburger SV                       | 3:2      |
| 1982 | Hamburger SV      | Standard Lüttich                   | 3:1      |
| 1981 | Real Madrid       | AZ Alkmaar                         | 0:0      |
| 1980 | FC Bayern München | Real Madrid                        | 1:1      |
| 1979 | FC Bayern München | Ajax Amsterdam                     | 2:0      |

### Titel nach Klub
| Klub                                                  | Siege |
| ----------------------------------------------------- | ----- |
| Real Madrid                                           | 28    |
| FC Bayern München                                     | 3     |
| Inter Mailand, AC Mailand                             | 2     |
| Ajax Amsterdam, Dynamo Kiew, Hamburger SV, UNAM Pumas | 1     |